# Lanțul slăbiciunilor (film)
Lanțul slăbiciunilor este un film de scurt metraj românesc din 1952 regizat de Jean Georgescu, care a ecranizat schița „Lanțul slăbiciunilor” (1901) de Ion Luca Caragiale. Rolurile principale au fost interpretate de actorii Radu Beligan, Marcel Anghelescu și Eugenia Bădulescu.

## Distribuție
Distribuția filmului este alcătuită din:
- Radu Beligan — domnul cu scrisoarea, naratorul
- Marcel Anghelescu — Costică Ionescu, profesorul de latină, prietenul naratorului
- Eugenia Bădulescu — dra Mary Popescu, prietena naratorului
- Francesca Cristian — madam Preotescu, prietena drei Mary Popescu
- Puica Stănescu — madam Piscupescu, prietena lui madam Sachelărescu, mătușa elevului Mitică Dăscălescu
- Donna Carozzi — madam Diaconescu, prietena lui madam Preotescu
- Dorina Done — madam Iconomescu, prietena lui madam Diaconescu
- Elena Aramă — madam Sachelărescu, prietena lui madam Iconomescu